# Simfonia núm. 4 (Prokófiev)
La Simfonia núm. 4 de Serguei Prokófiev és en realitat dues obres, ambdues utilitzant material creat per al ballet El fill pròdig. La primera, op. 47, es va acabar el 1930 i es va estrenar aquell novembre; dura uns 22 minuts. La segona, op. 112, és massa diferent per anomenar-se una "revisió"; feta el 1947, té una durada d'uns 37 minuts, difereix estilísticament de l'obra anterior, reflectint un nou context, i també formalment es diferencia en la seva instrumentació més gran.

## Simfonia núm. 4, op. 47

### Context i gènesi
Com a concertista de piano, Prokofiev va viatjar per tot el món i va fer una gira pels Estats Units durant la temporada 1925-26. A principis de 1927, va fer una gira de concerts de dos mesos per la Unió Soviètica. Tenia previst tornar el 1928, però aquells plans van fracassar. El 1929, es va cancel·lar una altra gira soviètica planificada, aquesta vegada a causa d'una lesió a la mà que va patir Prokófiev en un accident de cotxe.

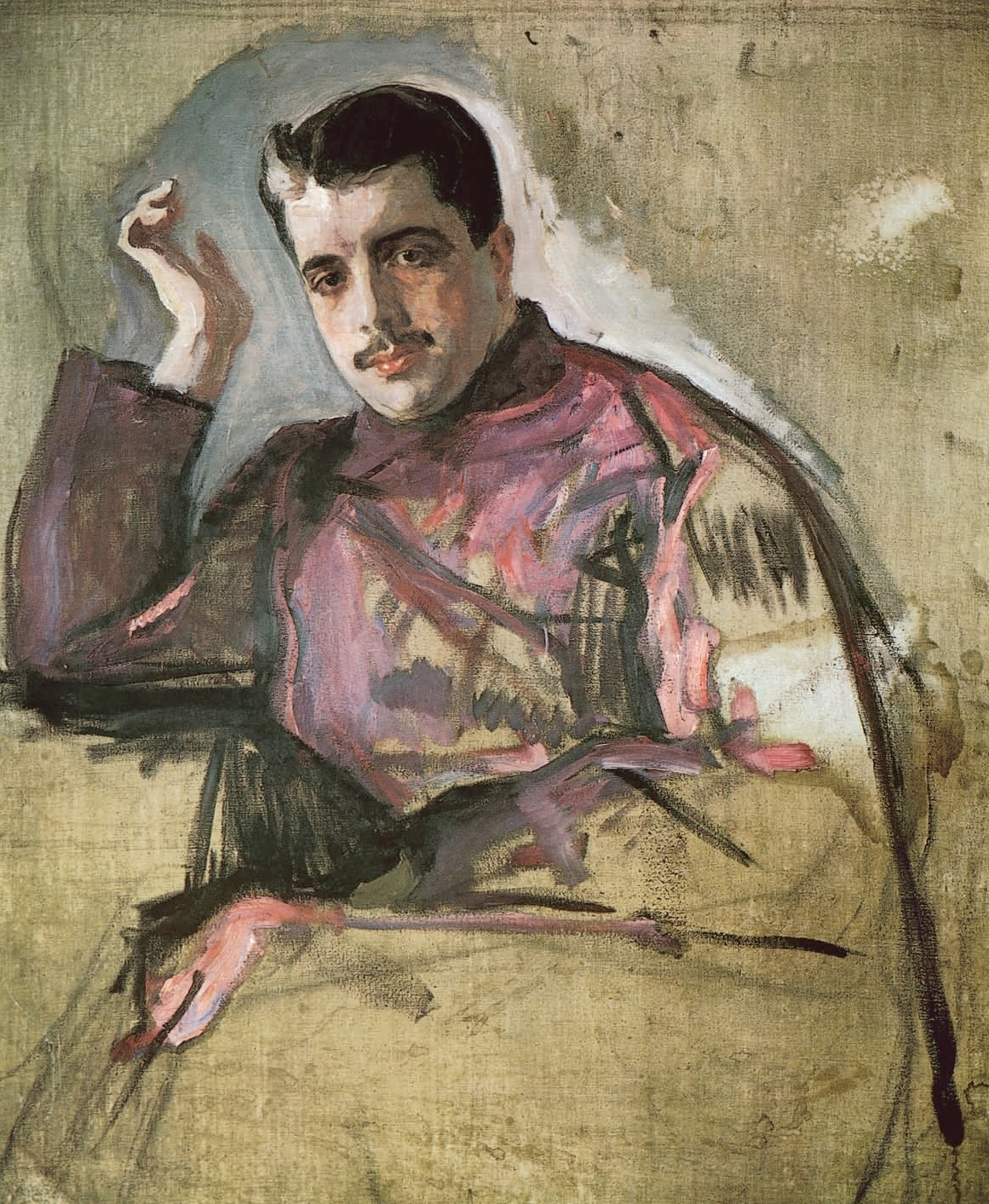
Serguei Diàguilev, en un retrat de 1909 de Valentín Serov

Durant tot aquest temps com a virtuós de gira, Prokófiev també va continuar component. La Simfonia núm. 2 en re menor es va estrenar a París sota la batuta de Serge Koussevitzky l'estiu de 1925, amb una resposta crítica tèbia. Al mateix temps, Serguei Diàguilev, l'empresari del ballet, va suggerir a Prokófiev escrigués un ballet sobre un tema soviètic. La peça resultant va ser Le pas d'acier (El pas d'acer), el tercer ballet de Prokófiev per a Diàguilev, que es va estrenar a París l'estiu de 1927. També havia estat treballant en una òpera titulada L'àngel de foc, de la qual s'havien cancel·lat diverses estrenes. Va decidir recuperar part del material de l'òpera i el va convertir en la seva Simfonia núm. 3 en do menor. A finals de 1928, amb l'esmentada gira soviètica cancel·lada, Prokófiev va decidir acceptar un altre encàrrec de ballet de Diàguilev. Aquesta peça, més que tractar-se de temes futuristes com Le pas d'acier, es basava en una història bíblica: L'enfant Prodigue (Paràbola del fill pròdig de la Bíblia). El tema moralista i bíblic no era una anomalia; aquests temes eren populars a l'escena del ballet parisenc a finals dels anys vint.
Quan Prokófiev estava component El fill pròdig a principis de 1929, va descobrir que molts dels temes que estava creant funcionarien millor en un context simfònic més desenvolupat, en lloc de la disposició més episòdica d'un ballet. Així, va començar a compondre una nova simfonia, al costat del ballet. Les dues obres comparteixen gran part del mateix material, encara que una no manlleva específicament l'altra: es van compondre majoritàriament simultàniament. El ballet, El fill pròdig, es va estrenar a París l'estiu de 1929, amb gran aclamació de la crítica. Seria l'última col·laboració entre Diàguilev i Prokófiev, perquè Diàguilev va morir pocs mesos després, a l'agost.
La simfonia que va resultar, la Simfonia núm. 4, op. 47, va començar a partir de material escrit originalment per al quart número del ballet. Prokófiev va ampliar el material en forma de sonata, i la música resultant és el primer moviment de la Simfonia núm. 4. La resta de la simfonia es basa en material que apareix al ballet, o que Diàguilev va rebutjar perquè no s'ajustava a la seva visió del ballet.
Koussevitzky havia estat discutint un encàrrec per al cinquantè aniversari de l'Orquestra Simfònica de Boston amb Prokófiev el 1929. La resposta del compositor va ser la Simfonia núm. 4. Tanmateix, com que els honoraris de la comissió eren més baixos del que Prokófiev estava disposat a acceptar, Prokófiev només va permetre que la Simfònica de Boston comprés el manuscrit de l'obra, en lloc d'encarregar-la. Això va significar que Prokófiev rebés menys diners i la Simfònica de Boston no va obtenir el prestigi d'un encàrrec. Prokófiev va treballar en la simfonia en els llargs viatges en tren que va haver de fer durant una gira pels Estats Units a principis de 1930. Tanmateix, per desavinences amb Koussevitzky, va tornar a París al març, abans de l'estrena de la simfonia a Boston al novembre.

### Instrumentació
- Vent fusta: flautí - 2 flautes - 2 oboès - Trompa anglesa - 2 clarinets en si bemoll i la - clarinet baix - 2 fagots - contrafagot
- Metall: 4 trompes en Fa - 2 trompetes en Do - 3 trombons - tuba
- Percussió: Timbal - bombo - caixa - plats - plat suspès
- Cordes: Violins (1r i 2n) - violes - violoncels - vontrabaix

### Anàlisi

#### Andante assai - Allegro eroico
El primer moviment és en forma sonata, començant amb una introducció i acabant amb una coda. La introducció, l'exposició, el desenvolupament, la recapitulació i la coda es distingeixen clarament per diferents marcatges de tempo i compàs. Tot i que el moviment comença i acaba en do major, el centre tonal és ambigu, ja que canvia constantment.
L'inici del moviment s'obre amb una introducció lenta i de nova creació, amb una melodia càlida interpretada pels instruments de vent de fusta. Aquesta melodia es repetirà posteriorment en el segon moviment.
Aquesta introducció porta després a la secció principal, marcada per Allegro eroico. El tema vigorós i de tall dur està extret del segon número del ballet. L'emoció de la música la crea el ritme constant de cordes tocat per cordes. Aquest ostinato "música de màquina" proporciona una part important de la textura. El segon tema és un contratema líric, marcat Piu tranquillo, introduït per la flauta. Seguint els principis de la forma del primer moviment tripartit, es desenvolupa el material anterior, i després torna en una variada recapitulació.

#### Andante tranquillo
El segon moviment és en do major, basat en l'episodi final del ballet. El tema serè i brillant conté la melodia més memorable de l'obra. Prokófiev exalta el moment amb la més senzilla de les melodies de flauta, barrejant-se amb les cordes.
La forma d'aquest moviment és ABCB1 A1 DXA2, amb A la melodia brillant i X una reminiscència de la introducció de la simfonia. El component BCB1 es pot considerar un episodi ternari. B suggereix una transició de sonata, mentre que el material C arriba amb el pes d'un segon tema sonata. En un esquema suposat d'allegro de sonata, la secció B1 marcaria l'inici del desenvolupament, ja que es caracteritza per una textura més activa, i posteriorment es tornaria a la tonalitat principal de C. A continuació es desenvolupa el tema A, amb imitacions canòniques en mi bemoll major, després de les quals emergeix els misteriosos acords de si major de la secció D. Aquestes dues seccions (D i X) es desvien de l'esquema de sonata previst i, en comptes de realitzar una recapitulació, finalitzen el moviment amb una segona interpretació del tema líric A.

#### Moderato, quasi allegretto
La forma d'aquest moviment és Scherzo i Trio. Aquest moviment elegant i animat és l'únic en el qual Prokófiev va prendre íntegrament de l'obra de ballet, incorporant el tercer número com a part principal i el cinquè com a final. La música del tercer número del ballet es manté fins als quatre darrers compassos, moment en què canvia cap a una repetició del cinquè número del ballet.
A l'Scherzo, Prokófiev s'entrega amb noves delícies de l'orquestració, donant un tema de ball sinuós a les cordes, i decorant-lo al seu retorn. Els unísons angulars que emmarquen la secció Trio es beneficien d'un toc de contrapunt a les parts de trompeta i trompa, i la forma del ballet es presta perfectament a un scherzo de proporcions clàssiques.

#### Allegro risoluto
El quart moviment es basa en material dels números 1, 2, 5 i 9 del ballet i està en forma sonata. El primer tema (en do major) està format per una combinació de l'obertura semblant a una tocata del primer número del ballet amb la melodia lírica del segon número del ballet. Aquests elements es modifiquen com a unitat i com a elements separats al llarg del moviment. La transició al segon tema consisteix en una seqüència ràpida de variacions sobre la part lírica del primer tema, modulant a força distància (a sol bemoll major en un punt). El segon tema està compost només per a la simfonia, i és una tercera menor de distància, en la major.
El desenvolupament consisteix principalment en una gran secció del cinquè número del ballet, dominada per les trompes i la tuba. El material semblant a la tocata del primer tema també està sotmès a un gran desenvolupament. La recapitulació està precedida per una declaració discordant del tema del cinquè número en si bemoll major, seguida d'una setena fanfàrria reduïda. La recapitulació comença amb el segon tema recentment compost, i passa a la coda a través d'algunes variacions del motiu de la fanfàrria des del final del desenvolupament. La coda consisteix en un estira-i-arronsa entre do major i do menor, amb la tecla major guanyadora, basat en gran part en material del novè número del ballet.

### Recepció anticipada

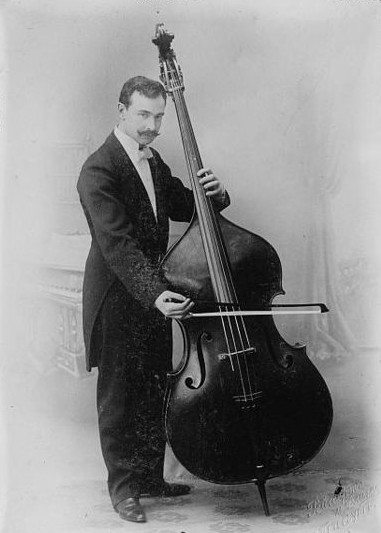
Serguei Koussevitzky

A més de Prokófiev, altres compositors de renom com Ígor Stravinski, Paul Hindemith i Arthur Honegger també van rebre l'encàrrec d'escriure música per a Boston la temporada 1930-1931. La Quarta Simfonia es va estrenar el 14 de novembre de 1930 al Symphony Hall de Boston amb Serge Koussevitzky dirigint en absència del compositor. Aquesta simfonia seria la seva tercera i última simfonia que es compondria fora de la Unió Soviètica.
Prokófiev va acabar la Quarta Simfonia molt abans de la data límit, i es va mostrar optimista sobre l'obra. Koussevitzky, per la seva banda, es va mostrar escèptic amb la reelaboració de les idees del ballet per part de Prokófiev, i l'estrena va rebre una acollida tèbia. Els crítics musicals van començar a acusar Prokófiev d'esgotament de les idees després de diverses interpretacions infructuoses de l'obra. En conseqüència, Prokófiev va fer una declaració a una revista soviètica protestant contra aquestes acusacions.
L'estrena europea de la Quarta Simfonia va tenir lloc el 18 de desembre de 1930 a Brussel·les sota la direcció de Pierre Monteux. El programa d'aquesta estrena resultaria problemàtic, perquè el Concert per a piano núm. 2 en sol menor de Prokófiev (que era el primer del programa) va ser un èxit triomfal, i va eclipsar la Quarta Simfonia, que va seguir immediatament. La Quarta Simfonia també va rebre poca o cap atenció positiva a la seva estrena soviètica el 30 d'octubre de 1933 al Teatre Bolxoi. Prokófiev va perseverar malgrat aquesta tendència de decepció, i més tard el 1937 va interpretar la Quarta Simfonia en un festival que celebrava el 20è aniversari de la Revolució d'Octubre. En aquest concert, Israel Nestiev afirma que la Quarta Simfonia "va ser rebuda amb fredor". Aquestes males recepcions no només van dificultar la confiança de Prokófiev, sinó que també van cridar l'atenció negativa del Comitè Soviètic d'Arts i Afers.

## Simfonia núm. 4, op. 112

### Context i Gènesi
El 1932, Ióssif Stalin va crear la Unió de Compositors Soviètics, i va exposar la doctrina del "realisme socialista" en l'art. Això significava que perquè l'art fos sostingut pel règim, havia de ser rellevant per a la gent quotidiana i calia glorificar el millor del socialisme. En realitat, això va provocar la prohibició de material que al règim no li agradava, o considerat "formalista".
L'estiu de 1936, després de molts viatges i actuacions recents a la Unió Soviètica, la família Prokófiev es va traslladar allà. A Prokófiev se li havien promès molts privilegis, inclosa la llibertat de moure's lliurement, que finalment es van reduir. Com que Prokófiev es plantejava tornar a la Unió Soviètica, creia que la direcció que estava prenent la seva música en aquell moment (un estil més senzill i directe) li permetria destacar-hi.
A partir de 1946, hi va haver una repressió encara més extrema contra els músics soviètics, dirigida per Andrei Jdànov. Moltes obres i compositors van ser prohibits i advertits, inclòs el mateix Prokófiev, encara que fins aquell moment havia tingut relativament èxit i popularitat a la Unió Soviètica. A l'hivern de 1946-1947, va acabar el treball de la Simfonia núm. 6 en mi bemoll menor. Prokófiev també treballava en la seva òpera Guerra i pau, la segona part de la qual seria objecte de cancel·lació l'estiu de 1947 per les autoritats, a causa de la negativa del compositor a tallar determinades escenes polèmiques.
A principis de 1947, a Prokófiev se li va presentar la idea de revisar la seva Simfonia núm. 4 op. 47. La idea li va agradar per diversos motius. En primer lloc, la versió original mai havia tingut molt d'èxit (especialment a la Unió Soviètica), però Prokófiev creia que el material tenia un gran potencial. En segon lloc, acabava de tenir un gran èxit amb la seva Simfonia núm. 5 en si bemoll major, i esperava remodelar el número 4 a la seva imatge. La Cinquena havia estat a l'estil del realisme socialista, de manera que molts dels canvis de la revisió van donar a la nova obra una sensació més expansiva i heroica. La revisió va alterar l'original tan a fons que Prokófiev va sentir que era una obra nova; per això el nou número de l'opus, el 112. L'estiu de 1947, quan va fer les revisions, també va orquestrar Simfonia núm. 6 i va escriure dues peces de propaganda: Poema festiu i Floreix, oh terra poderosa, ambdues obres per a grans forces.

### Instrumentació
Aquests són els instruments addicionals que s'afegeixen
- Instruments de vent: clarinet en mi bemoll
- Metall: 1 trompeta
- Teclat: Piano
- Percussió: Triangle, tamborí i blocs de fusta
- Cordes: arpa

### Anàlisi

#### Andante - Allegro eroico
En aquest primer moviment revisat, l'extensió del material original augmenta i dobla la durada del moviment. L'orquestració d'aquest moviment és més rica que la de l'original, semblant a la de les Cinquena i Sisena simfonies de Prokófiev. L'ús més intens dels instruments de metall, juntament amb la incorporació del piano i l'arpa, aporta un timbre distintiu a la peça, allunyant-la encara més de l'estil neoclàssic original. Les diferents seccions no estan tan clarament definides pels tempos com ho estan en l'obra simfònica original. A més, s'afegeix un nou tema a la introducció que precedeix el tema original inicial.
A part d'aquest nou tema, la introducció és essencialment la mateixa. La principal diferència en aquesta revisió és la secció de desenvolupament molt ampliada. Prokófiev amplia la paleta sonora amb trèmolos de corda i acords dissonants als metalls. Aquest moviment també inclou molts més canvis en la clau i amplia els ostinati semblant a una màquina de la primera versió. Prokófiev també utilitza més material de transició abans d'introduir i subratllar els nous temes.

#### Andante tranquillo
Per adaptar-se a l'escala més gran d'una simfonia realista socialista, la revisió del segon moviment bàsicament duplica la seva durada. S'estén principalment repetint moltes declaracions temàtiques que només van aparèixer una vegada a l'opus 47.
En aquest moviment, la introducció en compàs de 4 s'amplia amb quatre compassos i es complementa amb noves harmonies sorprenents. Hi ha altres expansions d'aquest tipus: el tema B es duplica alternant les seves subfrases amb material nou amb una qualitat de "rellotge". Més endavant, el tema A també es dobla de mida: primer es toca en mi bemoll major i després en si major. En conseqüència, hi ha una modulació a sol major. Als 3/4, la melodia dels oboès i la trompa anglesa apareix com a l'opus 47, però aquí aquest passatge porta a una reminiscència del tema d'introducció original. Després de l'aparició del tema d'introducció, després d'una reaparició del tema A, Prokófiev torna ràpidament al final original i sostret, extret del ballet.

#### Moderato, quasi allegretto
En aquest moviment, Prokófiev afegeix a l'Scherzo i Trio una nova introducció, amplia la coda i insereix material als punts de transició principals que desenvolupen encara més els temes.
La introducció comença amb un toc lleuger, presentant motius que anticipen els temes posteriors. La coda que va afegir té un caràcter seriós creat per una ⁣harmonia sòbria i amb l'aparició momentània d'una textura semblant a un coral. Passatges tan seriosos i pesats col·loquen el material original i més lleuger entre cometes figuratives, gairebé burlant-los com a poc seriosos o indignes.

#### Allegro risoluto
El finale és el moviment que va patir més alteració en el procés de revisió. Ja no està en forma sonata, sinó que es tracta d'una sèrie d'àrees temàtiques que es desenvolupen de manera una mica caòtica, seguida d'una apoteosi triomfal. És semblant en la forma al final de la Sisena Simfonia. S'afegeix una introducció, que pren el material semblant a una tocata del primer número del ballet, però alentit a la meitat, i emfatitza el caràcter marcial afegint-hi timbals i bombo. El primer tema i la transició de l'opus 47 segueixen, però després el segon tema s'elimina completament.
En lloc del segon tema, la transició es mou a una secció fosca i temperada en mi bemoll major i en 6/8, semblant a una mena de processó ombrívola. Després d'un final una mica brusc d'aquesta secció, el desenvolupament original de l'opus 47 continua inalterat. Com que s'ha eliminat el segon tema de l'opus 47, no hi ha cap gest de recapitulació. En canvi, segueix una nova coda, amb un tema ràpid i dansaire. Prokófiev va descriure aquest material semblant al cancan com un "lladre". Aquest tema s'interromp abruptament per la nova idea de toccata alentida de la introducció que esclata triomfant, un crit de victòria per al poble. La peça acaba amb una nota discordant i incongruent.

### Historial de recepció i actuació
A principis de 1948, poc després que es completessin les revisions de l'opus 112, la Unió de Compositors Soviètics va emetre ordres que la música de Prokófiev (entre d'altres) fos prohibida a les sales de concert, enmig d'acusacions de "formalisme". Per tant, la Simfonia núm. 4 revisada no es va interpretar a la Unió Soviètica fins al 1957, després de la mort del compositor.

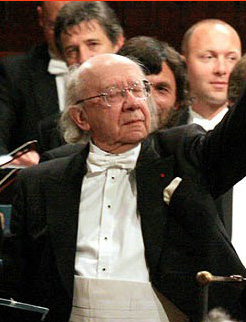
Guennadi Rojdéstvenski, 2007

La Simfonia núm. 4 op. 112 va tenir tres estrenes importants. La primera estrena va ser feta per Sir Adrian Boult dirigint l'⁣Orquestra Simfònica de la BBC en una emissió de ràdio l'11 de març de 1950. L'estrena del concert va ser feta per Guennadi Rojdéstvenski dirigint l'⁣Orquestra Simfònica de l'Estat de l'URSS el 5 de gener de 1957 a la Gran Sala del Conservatori de Moscou. Finalment, la primera interpretació de la Simfonia núm. 4 op. 112 a l'hemisferi occidental va ser de l'⁣Orquestra de Filadèlfia sota la direcció d'⁣Eugene Ormandy el 27 de setembre de 1957.

En una entrevista sobre els enregistraments de Neeme Järvi de la Tercera i la Quarta Simfonia de Prokófiev, Robert Cummings afirma que:
L'opinió entre musicòlegs i crítics ha tendit a afavorir el treball anterior, però els directors han mostrat una marcada preferència per la versió ampliada tant a la sala de concerts com a l'estudi de gravació.
Aquesta afirmació es confirma pel fet que hi ha el doble d'enregistraments disponibles de l'opus 112 que de l'opus 47. Robert Layton ofereix una altra perspectiva sobre la relació entre les dues versions en la seva ressenya de la Quarta Simfonia. Proporciona una visió de la relativa negligència que ha sentit l'opus 47, en comparació amb el més monumental Opus 112.:

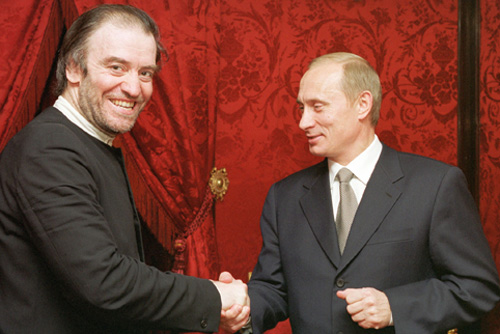
Valeri Guérguiev, amb Vladímir Putin, 2001

En termes generals, hi ha consens en afirmar que la transformació de la dansa a la Quarta Simfonia s'ha aconseguit amb menys èxit que la metamorfosi de L'àngel de foc a la Tercera Simfonia, i encara es qüestiona si Prokófiev va assolir l'èxit desitjat en la reelaboració de la versió de 1930. Esperem que l'aparició d'aquestes partitures auguri un ressorgiment de l'interès en els anys de París de Prokófiev, per obres com l'ara descuidat Quintet, op. 39, i el quasi oblidat Divertissement per a orquestra, op. 43, que mereixen un lloc molt més destacat en el repertori.
No va ser fins a mitjans de la dècada de 1980 que tant l'opus 47 com l'opus 112 es van presentar en enregistraments complets de simfonies de Prokófiev. Neeme Järvi va ser el primer director a fer-ho, l'any 1988, i els va presentar a tots dos com a obres mestres dignes d'atenció. L'opus 47 va ser esborrat posteriorment del catàleg, poc després de la publicació de l'àlbum. No va ser fins que Valeri Guérguiev va llançar un enregistrament simfònic complet de Prokófiev el 2006 que Rússia i el món occidental van poder tornar a escoltar ambdues versions. Mstislav Rostropóvitx també va presentar ambdues versions en una col·lecció simfònica completa. L'any 2002, finalment es va publicar la primera partitura de l'estudi de l'opus 47.

## Enregistraments

### Opus 47
| Orquestra                                             | Director              | companyia discogràfica | any de gravació                                         | format |
| ----------------------------------------------------- | --------------------- | ---------------------- | ------------------------------------------------------- | ------ |
| Orquestra Colonne, París                              | Georges Sébastian     | Urània                 | 1954                                                    | LP     |
| Orquestra Nacional de l'ORTF                          | Jean Martinon         | Vox Records            | 1972                                                    | LP     |
| Orquestra Nacional Escocesa                           | Neeme Järvi           | Chandos                | 1988                                                    | CD     |
| Orquestra Nacional de França                          | Mstislav Rostropovich | Erato                  | 1988                                                    | CD     |
| Orquestra Simfònica de Londres                        | Valeri Gergiev        | Philips                | 2 de maig de 2004, en directe al Barbican Hall, Londres | CD     |
| Orquestra Gürzenich, Colònia                          | Dmitri Kitajenko      | Edició Phoenix         | 2008                                                    | CD     |
| Orquestra Filharmònica de la Ràdio dels Països Baixos | James Gaffigan        | Northstar Recordings   | 2015                                                    | SACD   |

### Opus 112
| Orquestra                                 | Director               | companyia discogràfica    | any de gravació                                         | format |
| ----------------------------------------- | ---------------------- | ------------------------- | ------------------------------------------------------- | ------ |
| Orquestra Simfònica de la Ràdio de Moscou | Gennadi Rozhdestvensky | Melodia                   | 1959                                                    | LP     |
| Orquestra de Filadèlfia                   | Eugeni Ormandy         | Obres mestres de Columbia | 1960                                                    | LP     |
| Filharmònica de Londres                   | Walter Weller          | Decca                     | 1977                                                    | LP     |
| Filharmònica Txeca                        | Zdeněk Košler          | Suprafon                  | 1983                                                    | LP/CD  |
| Orquestra Nacional de França              | Mstislav Rostropovich  | Erato                     | 1988                                                    | CD     |
| Orquestra Nacional Escocesa               | Neeme Järvi            | Chandos                   | 1988                                                    | CD     |
| Filharmònica de Moscou                    | Dmitri Kitajenko       | Melodia                   | 1993                                                    | CD     |
| Orquestra Simfònica de Malmö              | James DePreist         | BIS                       | 1994                                                    | CD     |
| Filharmònica de Berlín                    | Seiji Ozawa            | Deutsche Grammophon       | 1996                                                    | CD     |
| Orquestra Simfònica Nacional d'Ucraïna    | Theodore Kuchar        | Naxos                     | 1999                                                    | CD     |
| Orquestra Simfònica de Londres            | Valeri Gergiev         | Philips                   | 6 de maig de 2004, en directe al Barbican Hall, Londres | CD     |
| Orquestra Gürzenich, Colònia              | Dmitri Kitajenko       | Edició Phoenix            | 2008                                                    | CD     |
| Orquestra de Filadèlfia                   | Vladimir Jurowski      | L'Orquestra de Filadèlfia | 2010                                                    | FLAC   |